# Myrmica lineolata
Myrmica lineolata är en myrart som beskrevs av Buckley 1867. Myrmica lineolata ingår i släktet rödmyror, och familjen myror. Inga underarter finns listade i Catalogue of Life.